# 岸本忠三
岸本忠三（日语：／ Kishimoto Tadamitsu ?，1939年5月7日—），日本免疫學家，美國國家科學院外籍院士，日本學士院會員。第14任大阪大學校長，現任大阪大學名譽教授。文化勳章表彰。文化功勞者。
岸本教授是白介素-6（IL-6）的發現者，曾獲得2003年羅伯·柯霍獎、2009年克拉福德奖（日本人首座）、2011年日本國際獎以及2020年唐獎生技醫藥獎。

## 主要貢獻

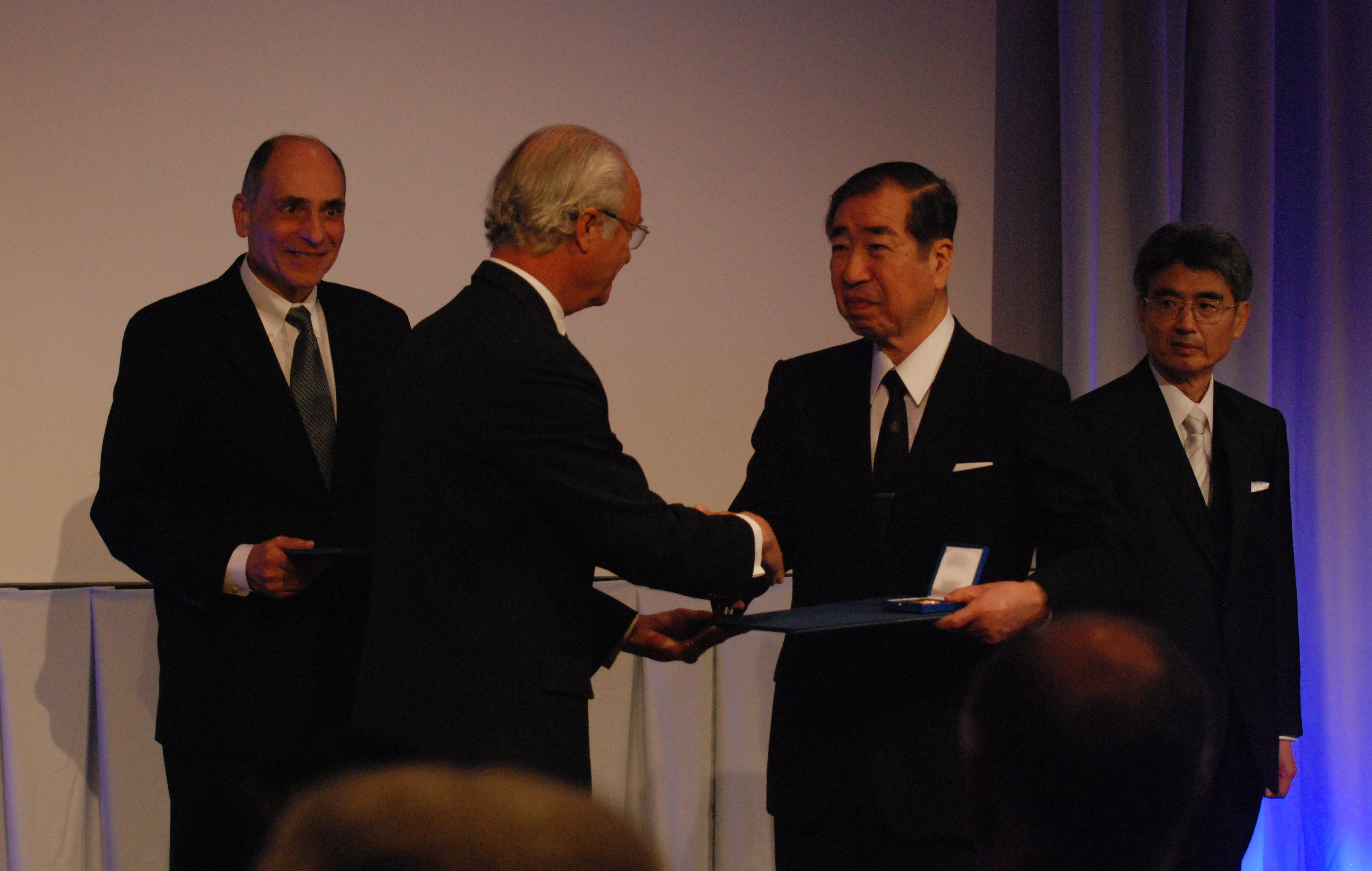
瑞典國王卡尔十六世·古斯塔夫頒發日本人首座克拉福德奖給岸本忠三（右二）、平野俊夫（右一）

從1980年代開始，岸本忠三在大阪大學闡明B淋巴細胞增殖和分化的機制，並與平野俊夫共同發現了白介素-6（IL-6）。基於對IL-6及其受體、訊號傳輸與疾病關聯的一系列研究，確立其細胞因子的模型。
岸本團隊開發的Actemra可阻斷IL-6的發炎作用，2021年6月獲美國食品藥物管理局（FDA）緊急授權，投入治療COVID-19肺炎。

## 生平
1939年5月7日，岸本出生于日本大阪府富田林市。大阪大學醫學部畢業（1964年），醫學博士（大阪大學，1969年）。
1970年在美国約翰·霍普金斯大學擔任研究員、客座助理教授。1974年返回日本，任大阪大學醫學部助手，后于1979年升為教授。1983年擔任阪大細胞工學中心教授。1991年擔任阪大醫學部第三内科教授。
1997年至2003年，擔任大阪大学第14任總長（校长）。其後歷任日本學術振興會（JSPS）補助金審查委員、綜合科學技術會議常任委員、阪大生命機能研究科教授、千里生命科學振興財團理事長、日本醫學會總會會長等。
2000年代之初，時任奈良先端科学技术大学院大学教授的山中伸彌遞交了iPS細胞研究的申請案，時任JSPS委員的岸本獨排眾議與予以支持。這使得山中得以完成研究，並於2012年獲得诺贝尔生理学或医学奖。
2003年開始，擔任大阪大学研究生院生命機能研究科教授。

## 獲獎紀錄
- 1982年 - 第2回貝林・北里獎
- 1983年 - 第1回大阪科學獎[4]
- 1986年 - 第23回Baelz獎[5]
- 1988年 - 武田醫學獎（日语：武田医学賞）[6]
- 1988年 - 朝日獎[7]
- 1990年 - 日本醫師會醫學獎
- 1991年 - 國際變態反應協會獎
- 1992年 - 恩賜獎・日本學士院獎
- 1992年 - 沙免疫學獎（國際免疫學會）
- 1996年 - 埃弗里・蘭德施泰納獎（德國免疫學會）
- 1999年 - Donald W. Seldin Award（國際腎臓病學會）
- 2003年 - 羅伯·柯霍獎「柯霍金質獎章」[8]
- 2006年 - Honorary Lifetime Achievement Awards（國際細胞因子學會）
- 2008年 - 韋斯國際獎（日本關節炎基金會）[9]
- 2009年 - 克拉福德奖（瑞典皇家科學院），與第17任阪大校長平野俊夫。
- 2011年 - 日本國際獎，與平野俊夫[10]
- 2017年 - 費薩爾國王獎
- 2019年 - 慶應醫學獎
- 2020年 - 唐獎生技醫藥獎[3]
- 2021年 - 科睿唯安引文桂冠獎（諾貝爾獎候選人），與平野俊夫

## 授勛・榮銜
- 1990年 - 文化功勞者
- 1992年 - 富田林市名譽市民
- 1998年 - 文化勳章
- 2001年 - 多明尼加Universidad Technologica de Santiago (UTESA) 名譽博士
- 2003年 - 瑪希敦大學名譽博士
- 2004年 - 加州大學戴維斯分校 Clemens von Pirquet Distinguished Professor
- 2009年 - 吹田市長獎[11]

## 所屬科學院
- 1991年4月 - 美國國家科學院外籍院士
- 1992年4月 - 美國免疫學會名譽會員
- 1995年12月 - 日本學士院會員
- 1997年10月 - 美國國家科學院醫學研究所外籍會員
- 1997年12月 - 美國血液學會名譽會員
- 2001年6月 - 國際牙科學會名譽會員
- 2005年12月 - 利奧波第那科學院外籍院士

## 外部連結
- 大阪大学生命機能研究科 免疫制御学講座（中外製薬・寄附講座）
- サイエンティストライブラリー：特別編 岸本忠三「研究の真髄を医療へ」 （页面存档备份，存于） JT生命誌研究館